# One New York Plaza
One New York Plaza (conosciuto anche come 1 New York Plaza) è un grattacielo che si trova nel quartiere di Manhattan a New York. Alto 195 metri e costruito tra il 1967 e il 1969 è il settantatreesimo edificio più alto della città. La facciata dell'edificio venne progettata da Nevio Maggiora, costituita da un motivo ad "alveare" con finestre incassate all'interno è costituita principalmente di alluminio

## Storia
La città di New York acquistò il terreno su cui oggi sorge l'edificio col fine di convincere la borsa di New York a trasferirsi nella struttura. L'edificio è stato rinnovato nel 1994 e ridipinto con i colori della facciata che sono presenti tuttora.

## Incidenti
Il 5 agosto 1970 all'interno dell'edificio scoppiò un incendio che uccise 2 persone e ne ferì 35. L'incendio venne causato da alcuni ascensori occupati da alcuni dipendenti che vennero accidentalmente chiamati al piano dell'incendio poiché nell'edificio era presente un rilevatore di calore che permetteva posizionando un dito sulla pulsantiera di chiamare l'ascensore. Tuttavia il sensore era progettato per reagire ad ogni tipo di fonte di calore e quindi anche al fuoco. In questo modo tutti gli ascensori dell'edificio vennero chiamati nel piano in fiamme e li vennero intossicate 37 persone delle quali 2 moriranno poco tempo dopo a causa delle eccessive inalazioni di fumo.
L'11 Agosto 2001 una turbina a vapore che si trovava nel seminterrato cedette e questo fatto interruppe l'attività del NASDAQ per l'intera giornata.
Nell'Ottobre 2012 l'edificio venne danneggiato pesantemente dall'uragano Sandy